# 林伯中
林伯中（英語：Robert Peichung Lin，1942年1月24日—2012年11月17日），祖籍福建福州，美国物理学家，加利福尼亚大学伯克利分校教授。他的研究侧重于实验空间物理和高能天体物理。 他对太阳耀斑、地球磁层的等离子体现象、月球和行星地质学、日球层物理等领域做出了重要贡献。

## 荣誉
2006年，林伯中当选为美国国家科学院院士。他是RHESSI卫星的首席科学家。

## 家庭
林伯中的父亲是美国国家工程院院士林同骅。